# Egyek
Egyek est une ville et une commune du comitat de Hajdú-Bihar en Hongrie.

## Monuments
- Château Gődény de Ohat